# Waban (Massachusetts)
Pour les articles homonymes, voir Waban.
Waban est un des 13 villages de la ville de Newton dans le Comté de Middlesex au Massachusetts aux États-Unis.

## Galerie

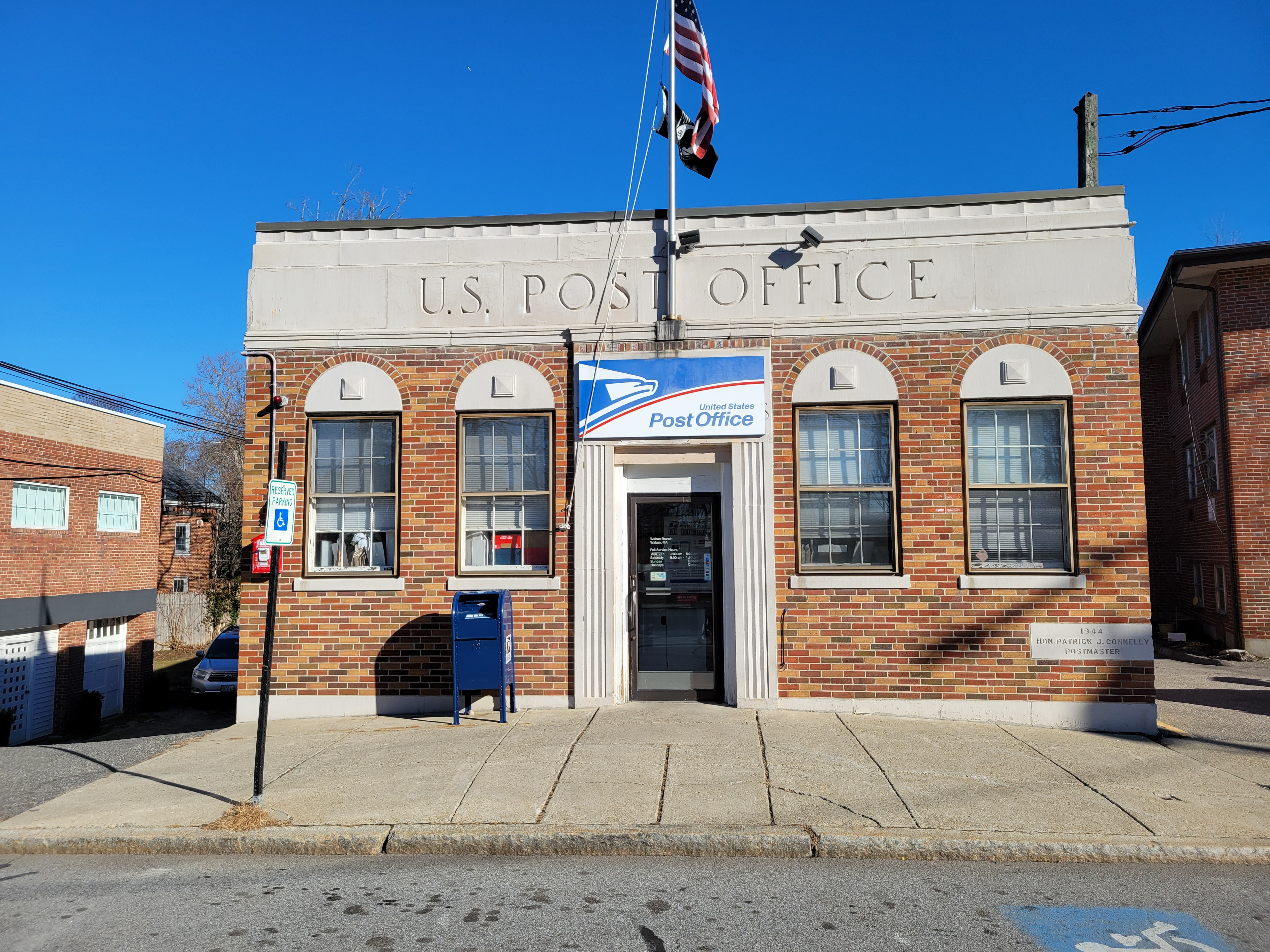
Le bureau de poste de Waban
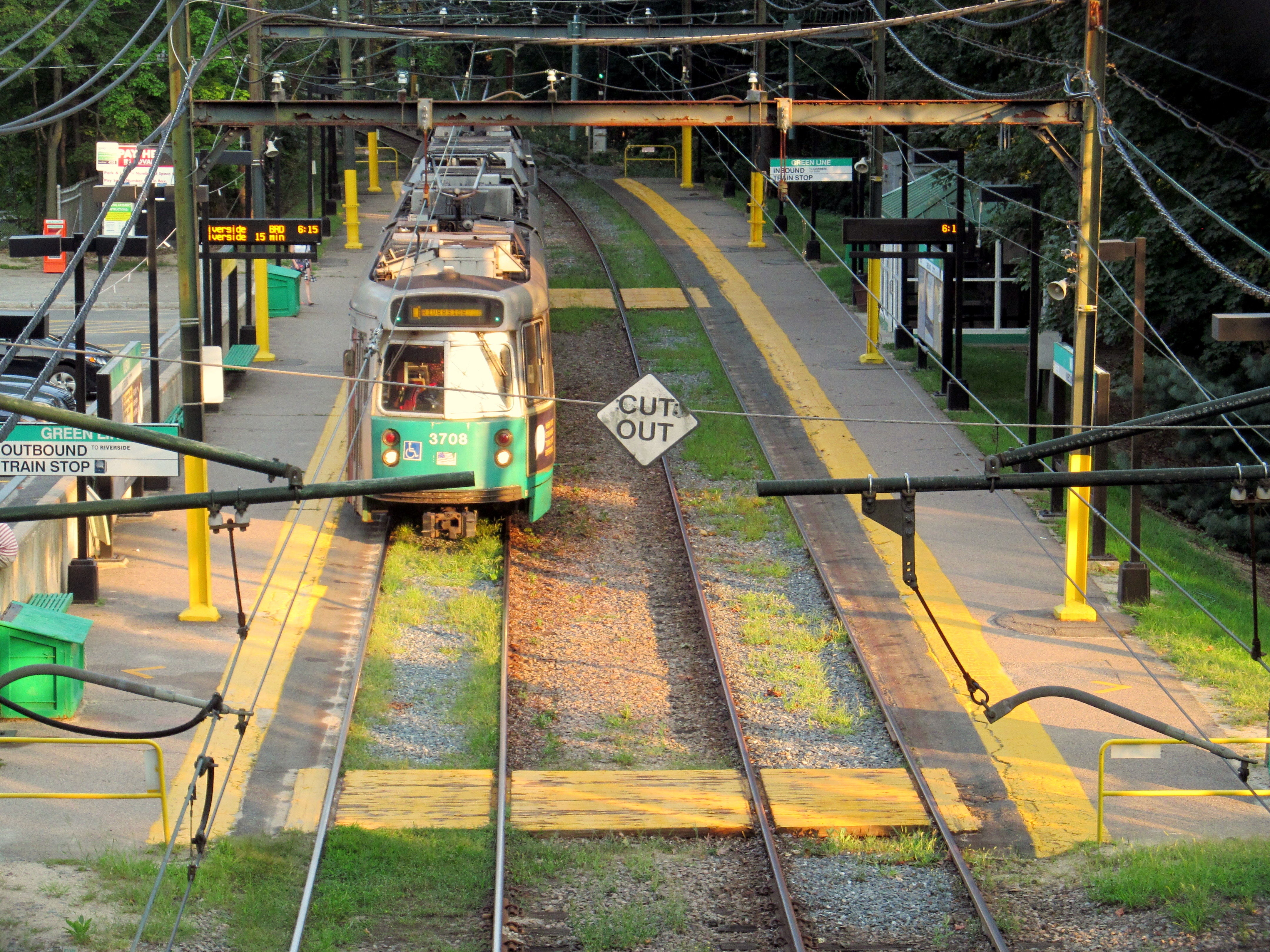
Gare de Waban
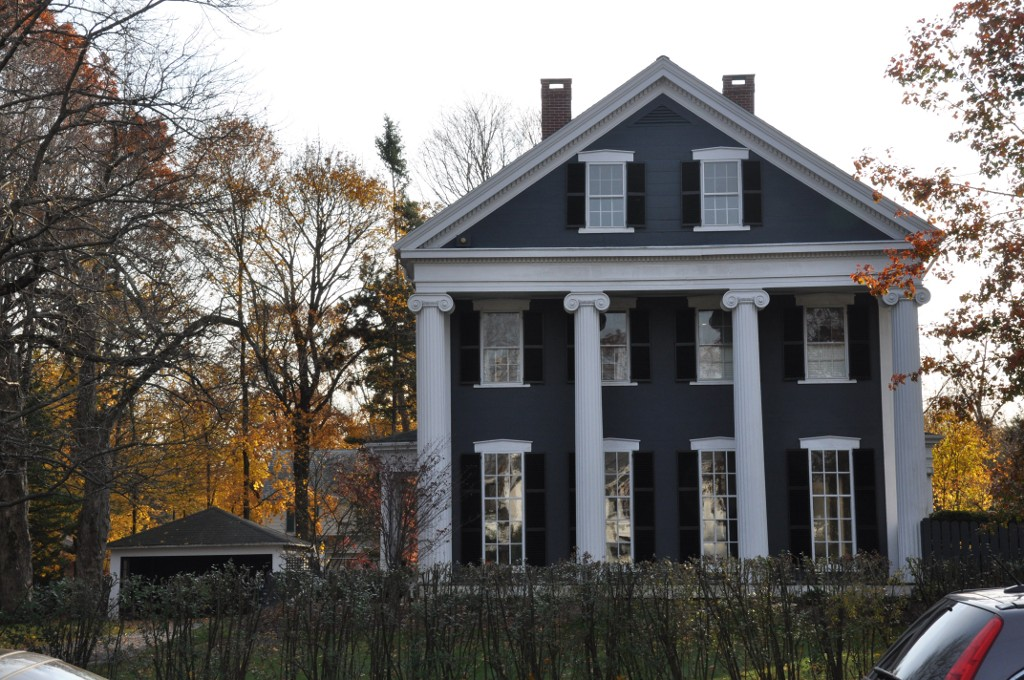
Maison de Frederick Collins à Waban